# Gerhard Keil (Verleger)
Gerhard Keil (* 15. März 1922 in Leipzig; † 12. September 1997 ebenda) war ein deutscher Verleger in der Deutschen Demokratischen Republik (DDR). Der Nationalpreisträger der DDR war von 1955 bis 1987 Leiter des E. A. Seemann Buch- und Kunstverlags in Leipzig und langjähriges Mitglied im Verlegerausschuss des Börsenvereins der Deutschen Buchhändler.

## Leben
Keil erlernte nach dem Abschluss der Mittelschule bei Franz Volckmar in Leipzig den Beruf des Buchhändlers. 1941 wurde er in die deutsche Wehrmacht eingezogen, kämpfte im Zweiten Weltkrieg in Afrika und geriet 1943 in britische, später US-amerikanische Kriegsgefangenschaft, aus der er 1947 entlassen wurde.
Keil kehrte nach Leipzig zurück und arbeitete wieder als Buchhändler. Zunächst war er in seinem Lehrbetrieb tätig, ging aber dann zum SWA-Verlag, dem Verlag der Sowjetischen Militärverwaltung in Deutschland (SMAD). Nach Gründung der DDR trat er in die Sozialistische Einheitspartei Deutschlands (SED) ein.
Von 1953 bis 1955 war Keil Leiter des Reclamverlags in Leipzig und ging dann zum auf Kunst spezialisierten Verlag E. A. Seemann, den er die folgenden 32 Jahre leitete. Von 1960 bis 1963 war er zusätzlich Geschäftsführer des Insel Verlags Anton Kippenberg Leipzig und von 1967 bis 1972 Kommanditist des Postreiter-Verlags Halle.
1970 erhielt Keil den Nationalpreis der DDR. 1983 wurde er Ehrendoktor der Universität Leipzig. Gewürdigt wurde sein „Einsatz für die Herausgabe großer wissenschaftlicher Publikationen unter anderem des Allgemeinen Künstlerlexikons für zeitgenössische Kunst“. Keil war langjähriges Mitglied im Verlegerausschuss des Börsenvereins der Deutschen Buchhändler und Ehrenmitglied des Kuratoriums Haus des Buches in Leipzig.
Zusätzlich war Keil Gründer und Vorsitzender des Jugendweiheausschusses in Leipzig und zeitweise Abgeordneter des Bezirkstags Leipzig. 1987 ging er in den Ruhestand.